# Colin Friels
Colin Friels (Kilwinning, 25 settembre 1952) è un attore scozzese naturalizzato australiano.
Ha vissuto in Scozia fino all'età di 11 anni per poi trasferirsi in Australia.
Ha iniziato la sua carriera cinematografica nel 1980 ed ha preso parte in diversi film, tra cui Darkman con Liam Neeson.
È sposato dal 1984 con l'attrice Judy Davis dalla quale ha avuto due figli: Jack (1987) e Charlotte (1997).